# کهنه قوس علیا
کهنه قوس علیا، روستایی از توابع بخش مشکان شهرستان نی‌ریز در استان فارس ایران است.

## جمعیت
این روستا در دهستان ده چاه قرار دارد و براساس سرشماری مرکز آمار ایران در سال ۱۳۸۵، جمعیت آن زیر سه خانوار بوده‌است.